# Ribbesbüttel

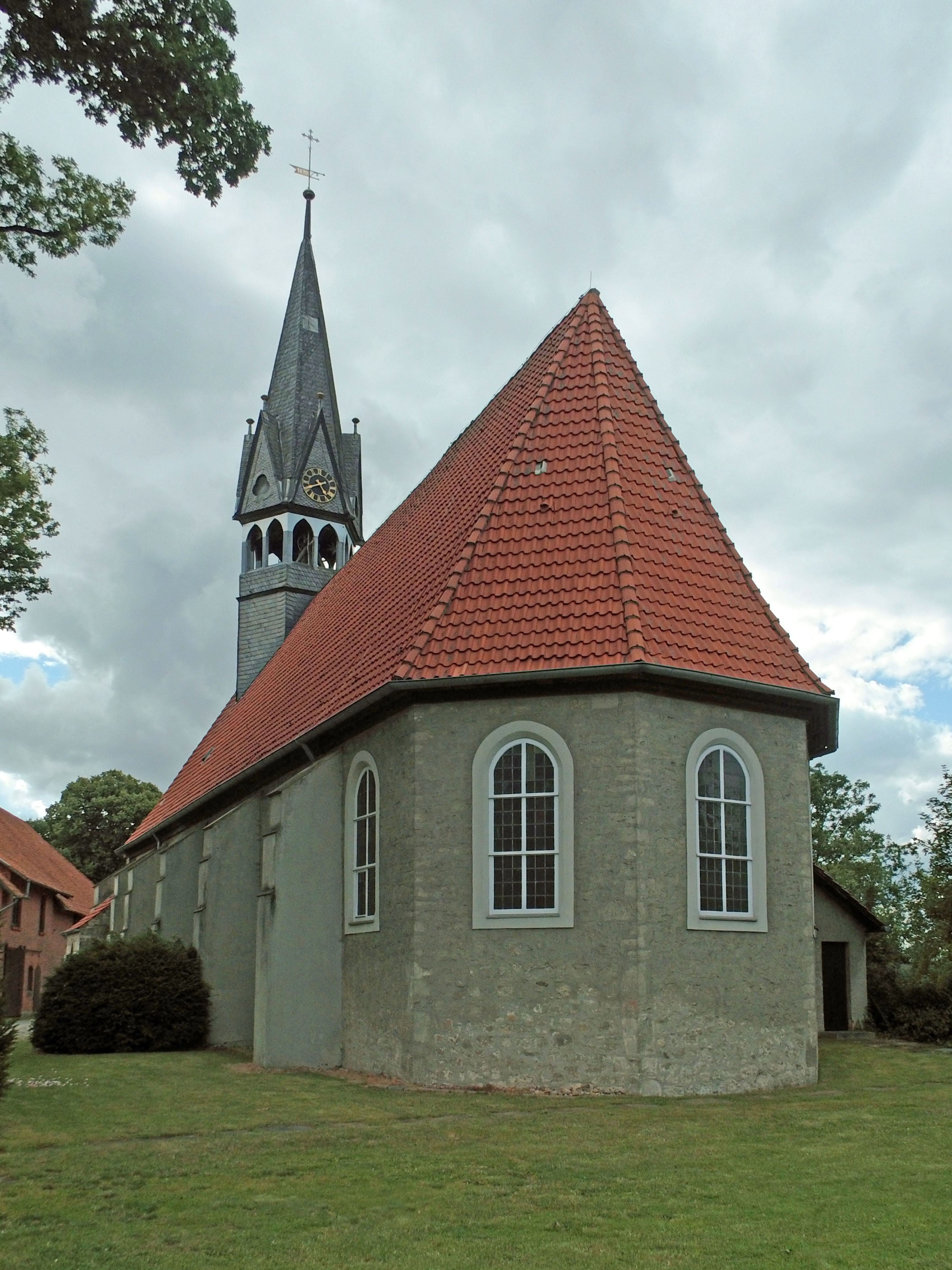
Kerk van Ribbesbüttel

Ribbesbüttel is een gemeente in de Duitse deelstaat Nedersaksen. De gemeente maakt deel uit van de Samtgemeinde Isenbüttel in het Landkreis Gifhorn. Ribbesbüttel telt 2.070 inwoners.
- Gemeinsame Normdatei: 7601883-0
- MusicBrainz: dee85e62-eb51-4380-9a89-e6624c3d4a42
- Virtual International Authority File: 243901490
- WorldCat: E39PCjKx8jFTGTYTfGWtjhW4FX

Adenbüttel · 
Barwedel · 
Bergfeld · 
Bokensdorf · 
Brome · 
Calberlah · 
Dedelstorf · 
Didderse · 
Ehra-Lessien · 
Gifhorn · 
Giebel gemeentevrij gebied · 
Groß Oesingen · 
Hankensbüttel · 
Hillerse · 
Isenbüttel · 
Jembke · 
Leiferde · 
Meine · 
Meinersen · 
Müden (Aller) · 
Obernholz · 
Osloß · 
Parsau · 
Ribbesbüttel · 
Rötgesbüttel · 
Rühen · 
Sassenburg · 
Schönewörde · 
Schwülper · 
Sprakensehl · 
Steinhorst · 
Tappenbeck · 
Tiddische · 
Tülau · 
Ummern · 
Vordorf · 
Wagenhoff · 
Wahrenholz · 
Wasbüttel · 
Wesendorf · 
Weyhausen · 
Wittingen